# دومز (ویرجینیا)
دومز (به انگلیسی: Dooms) یک منطقهٔ مسکونی در ایالات متحده آمریکا است که در شهرستان آگاستا، ویرجینیا واقع شده‌است. دومز ۱۰٫۳ کیلومتر مربع مساحت و ۱٬۳۲۷ نفر جمعیت دارد و ۳۸۵ متر بالاتر از سطح دریا واقع شده‌است.